# Denhamia moorei
Denhamia moorei är en benvedsväxtart som beskrevs av L.W. Jessup. Denhamia moorei ingår i släktet Denhamia och familjen Celastraceae. Inga underarter finns listade.